# Protolechia aclera
Protolechia aclera är en fjärilsart som beskrevs av Edward Meyrick 1904. Protolechia aclera ingår i släktet Protolechia och familjen stävmalar. Inga underarter finns listade i Catalogue of Life.